# Cyrille Toumanoff
Cyrille Toumanoff (georgisch კირილ თუმანოვი; russisch Кириллъ Тумановъ; * 13. Oktoberjul. / 26. Oktober 1913greg. in Sankt Petersburg; † 4. Februar 1997 in Rom) war ein georgisch-russisch-US-amerikanischer Historiker und Experte für Kaukasien im Mittelalter.

## Leben
Toumanoffs Vater Lew Tumanow war russischer Offizier und stammte aus der armenisch-georgischen Fürstenfamilie der Tumanjan-Tumanischwili, Fürsten von Satumanischwilo und Protonotare am georgischen Hof in Tiflis. Die Vorfahren waren im 15. Jahrhundert aus dem Königreich Kleinarmenien nach Georgien eingewandert. Die Familie stand auf der Liste der georgischen Fürsten im Vertrag von Georgijewsk über die Oberhoheit und Schutzherrschaft des Russischen Kaiserreichs über Georgien 1783, und 1850 wurde die Familie als Fürsten Tumanow in den Russischen Adel aufgenommen. Toumanoffs Mutter Jelisaweta Schdanowa stammte aus einer russischen Adelsfamilie mit Verbindungen zum westeuropäischen Adel.
Nach der Oktoberrevolution 1917 flüchtete die Familie zunächst zu den mütterlichen Großeltern in Astrachan. Im beginnenden Russischen Bürgerkrieg schloss sich der Vater der Weißen Bewegung an, während die Mutter von den Bolschewiki erschossen wurde. Nach der Niederlage der Weißen emigrierte der Vater mit dem Sohn nach Paris. 1928 wanderten sie in die USA aus.
Zur Vorbereitung auf ein Studium besuchte Toumanoff die private Lenox School for Boys der Episkopalkirche der Vereinigten Staaten in Lenox (Massachusetts). 1931 begann er das Studium an der Harvard University. Seine Lehrer John Coddington und Robert Pierpont Blake verhalfen ihm zu einem Aufenthalt in Brüssel mit armenischen Studien bei Nicholas Adontz und dann in Berlin mit georgischen Studien bei Micheil Zereteli. Während dieser Zeit konvertierte er zum Römischen Katholizismus, was zu einer Trennung von seinem orthodoxen Vater führte. Nach seiner Rückkehr studierte er an der Georgetown University in Washington, D.C. mit Promotion 1943. Dort lehrte er dann bis 1970, als er als Professor Emeritus für Geschichte ausschied.
Toumanoff verließ nun die USA und ließ sich in Rom nieder. Sein Forschungsschwerpunkt war die Genealogie der Fürstenfamilien des christlichen Kaukasiens. Bei seinen Untersuchungen der georgischen Familien stützte er sich in der Regel nur auf die Georgischen Chroniken unter Vernachlässigung der lateinischen, byzantinischen, armenischen und arabischen Quellen, wofür er kritisiert wurde.
Toumanoff war Professritter mit Promess, Hoher Historischer Berater und Großprior von Böhmen des Souveränen Malteserordens.
Toumanoff wurde an der Kapelle der Malteserritter auf dem Campo Verano in Rom begraben.

## Schriften
- Studies in Christian Caucasian History. Georgetown University Press, Washington 1963.
- Armenia and Georgia. In: The Cambridge Medieval History. Band IV, Cambridge University Press, Cambridge 1966.
- mit Olgerd de Sherbowitz-Wetzor: The Order of Malta and the Russian Empire. Rom 1969.
- Manuel de généalogie et de chronologie pour l’histoire de la Caucasie chrétienne (Arménie, Géorgie, Albanie). Aquila, Rom 1976 (Neuauflage 1990 unter dem Titel „Les dynasties de la Caucasie chrétienne de l'Antiquité jusqu'au XIXe siècle. Tables généalogiques et chronologiques“).
- Supplément au Manuel de généalogie et de chronologie pour l’histoire de la Caucasie chrétienne (Arménie, Géorgie, Albanie). Aquila, Rom 1976.
- Catalogue de la Noblesse titrée de l’Empire de Russie. Rom 1982.
- Les maisons princières géorgiennes de l’empire de Russie. Palazzotti, Rom 1983.
- The Social Myth: Introduction to Byzantinism. Viella, Rom 1984.